# Albany, Texas
Albany là một thành phố thuộc quận Shackelford, tiểu bang Texas, Hoa Kỳ. Năm 2010, dân số của xã này là 2034 người.

## Dân số
- Dân số năm 2000: 1921 người.
- Dân số năm 2010: 2034 người.